# 獐獏乡
獐獏乡，是中华人民共和国河北省邢台市内丘县下辖的一个乡镇级行政单位。

## 行政区划
獐獏乡下辖以下地区：
獐獏村、石关村、李白芷村、阎白芷村、崔白芷村、洞上村、田白芷村、南白芷村、米家沟村、寨门沟村、后庄村、后洞村、草峪村、南獐么村、中栗峪村、上栗峪村、岩南村、东秋村、西秋村、黄岔村和刘白芷村。